# Binowo
Binowo (do 1945 (niem.) Binow) – wieś w Polsce, położona w województwie zachodniopomorskim, w powiecie gryfińskim, w gminie Stare Czarnowo.
W latach 1975–1998 wieś administracyjnie należała do województwa szczecińskiego.
Malowniczo położona wśród Wzgórz Bukowych na terenie Szczecińskiego Parku Krajobrazowego. Wieś placowa w postaci placu rozdrożnego, liczy około 285 mieszkańców. Na zachodzie przylega do Jeziora Binowskiego, na wschodzie w odległości 250 m znajduje się jezioro Piasecznik Duży. Nad Jeziorem Binowskim znajduje się kąpielisko niestrzeżone oraz trawiasta plaża. Wokół wsi liczne punkty widokowe (m.in. Piaseczna Góra).
Na obrzeżach wsi znajduje się kompleks golfowy, obejmujący 18-dołkowe pole golfowe, 9-dołkowe pole treningowe, putting green oraz driving range.

## Integralne części wsi
| SIMC    | Nazwa   | Rodzaj  |
| ------- | ------- | ------- |
| 0167065 | Binówko | kolonia |

## Historia
Na terenie obecnie zajmowanym przez wieś Binowo odnaleziono w trakcie badań archeologicznych pozostałości po osadnictwie ludności z epoki brązu, jak i ślady po wczesnośredniowiecznej osadzie słowiańskiej. W XVII i XVIII wieku miały miejsce zaczątki uzdrowiska, które upadło, gdy okazało się, że nieuzasadnione było przypisywanie właściwości leczniczych okolicznym źródłom obfitującym w związki wapniowe i żelazowe. W 1949 powstał Rolniczy Zespół Produkcyjny im. Ludwika Waryńskiego, który w latach 1951-1955 wespół z Instytutem Rolniczym w Puławach prowadził próby aklimatyzacji bawełny, soi, sorga, dyni oleistej i rzodkwi oleistej, a następnie podjął hodowlę owiec.

## Zabytki
We wsi znajduje się kościół gotycki z XIV wieku, z kwater granitowych. Poważnie uszkodzony w 1945 został odbudowany w latach 1979–1982. W XV i XVI wieku posiadał słynący cudami obraz Matki Boskiej, do którego odbywano liczne pielgrzymki. W elewacji północnej znajduje się gotycki, ostrołukowy, profilowany portal wykonany w cegle. Elewacja południowa nie posiada portalu, wykonane w niej są natomiast trzy ostrołukowe okna w obramieniu ceglanym. Ich osadzenie w murze wskazuje, że pochodzą one z późniejszej przebudowy pierwotnych, zapewne węższych okien gotyckich. Elewacja wschodnia posiada tylko jeden otwór okienny w formie ostrołukowej, a w jej szczycie znajdują się blendy. Przy wschodnich narożnikach dobudowano też późniejsze filary przyporowe. Nawa posiada strop płaski i kryta jest ceramicznym dachem dwuspadowym.
W pobliżu wsi znajduje się grodzisko obronne funkcjonujące od X do XII wieku.

## Szlaki turystyczne
Szlak Nadodrzański
 Szlak im. Stanisława Grońskiego
 Szlak Woja Żelisława
 Szlak Artyleryjski